# Gare des Flachères
La gare des Flachères est une gare ferroviaire française située sur la commune de Charbonnières-les-Bains dans la métropole de Lyon et la région Auvergne-Rhône-Alpes.

## Situation ferroviaire
La gare est située sur la ligne de Paray-le-Monial à Givors-Canal, dont la seule portion offerte aujourd'hui par le service TER Auvergne-Rhône-Alpes est celle de Tassin à Lozanne, le projet de tram-train n'étant pas réalisé en totalité. En juillet 2022 débutent des travaux de renouvellement complet de la voie, ils ne prévoient pas d'électrification, donc pas de Tram-train non plus. La ligne est remise en circulation le 21 octobre 2023 toujours seulement de Tassin à Lozanne.
Elle est située entre celle de Tassin au sud qui constitue dorénavant le terminus de sa ligne et celle de Dardilly-les-Mouilles au nord.

## Histoire
La gare est construite sur la ligne de Paray-le-Monial à Givors-Canal. Le 25 novembre 1906 la section de Lozanne à Tassin est mise en service. Plus tard, les trains passant par cette gare ne circulent qu'entre Lyon-Saint-Paul et Lozanne. En 2009, le projet de Tram-train prévoit de conserver cette continuité mais la réalisation du projet révèle de multiples difficultés techniques et des limites de financement qui font qu'il n'est pas réalisé sur la branche Lyon-Saint-Paul à Lozanne.

Le projet de Tram-train de l'Ouest lyonnais non réalisé entre Lyon et Lozanne.

La ligne TER de Lozanne à Lyon-Saint-Paul trouve dorénavant son terminus à Tassin.
Le service de train est ensuite très réduit du fait notamment de la vétusté des voies.
À partir de juillet 2022, la gare est fermée à la circulation en raison de travaux de rénovation de la ligne entre Tassin et Lozanne et n'est pas desservie par un service d'autocars de substitution,. Le trafic ferroviaire reprend à compter du 21 octobre 2023.

## Fréquentation
Selon les estimations de la SNCF, la fréquentation annuelle de la gare s'élève aux nombres indiqués dans le tableau ci-dessous.
| Année     | 2015  | 2016  | 2017  | 2018  | 2019  | 2020  | 2021  | 2022 |
| --------- | ----- | ----- | ----- | ----- | ----- | ----- | ----- | ---- |
| Voyageurs | 1 893 | 1 560 | 2 175 | 1 432 | 1 859 | 1 875 | 1 562 | 969  |

## Service des voyageurs

### Accueil
Halte SNCF, c'est un point d'arrêt non géré (PANG) à entrée libre. Elle dispose d'un petit parking non aménagé.

### Dessertes
Les Flachères est desservie par des trains du réseau TER Auvergne-Rhône-Alpes (ligne Lozanne - Lyon avec rupture de charge à Tassin). Un bus de substitution fonctionne sur la ligne mais ne dessert ni cette gare ni celle de Tassin.